# Joshua Coleman (taekwondo)
Joshua Coleman (29 de abril de 1980) es un deportista estadounidense que compitió en taekwondo. Ganó una medalla de bronce en el Campeonato Mundial de Taekwondo de 1999, y dos medallas de oro en el Campeonato Panamericano de Taekwondo en los años 2000 y 2002.

## Palmarés internacional
| Campeonato Mundial      | Campeonato Mundial | Campeonato Mundial | Campeonato Mundial |
| Año                     | Lugar              | Medalla            | Categoría          |
| ----------------------- | ------------------ | ------------------ | ------------------ |
| 1999                    | Edmonton (Canadá)  | Medalla de bronce  | –78 kg             |
| Campeonato Panamericano |                    |                    |                    |
| Año                     | Lugar              | Medalla            | Categoría          |
| 2000                    | Oranjestad (Aruba) | Medalla de oro     | –78 kg             |
| 2002                    | Quito (Ecuador)    | Medalla de oro     | –78 kg             |